# همه‌پرسی قانون اساسی تاجیکستان (۲۰۰۳)
همه‌پرسی قانون اساسی در ۲۲ ژوئن ۲۰۰۳ در تاجیکستان برگزار شد. این تغییرات شامل حذف ماده ۶۵ بود که رئیس‌جمهور را به یک دوره واحد محدود می‌کرد. ۹۴ درصد رأی دهندگان با مشارکت ۹۶ درصدی آنها را تأیید کردند.
در تاریخ تاجیکستان مستقل، این سومین رفراندوم ملی در مورد تصویب قانون اساسی جمهوری تاجیکستان در مورد اصلاحات و الحاقات برخی از فصول و مواد قانون اساسی جمهوری تاجیکستان برگزار شد. تاجیکستان (مجموع ۵۶ اصلاحیه). این نظرسنجی ارزیابی‌های متفاوتی را در میان ناظران، کارشناسان و هر ایالت دریافت کرد.

## نتایج
۹۳٫۸۲ درصد به این متمم قانون اساسی جمهوری تاجیکستان رای مثبت دادند (۲۶۶۱۲۵۰ نفر)، ۶٫۱۸ درصد مخالف (۱۷۵۲۴۶ نفر). اصلاحات مربوط به قانون اساسی جمهوری تاجیکستان در پارلمان به تصویب رسید. بسیاری از کشورهای غربی، از جمله ایالات متحده، این همه‌پرسی را مطابق با الزامات بین‌المللی تشخیص دادند.
| انتخاب                 | انتخاب                 | آراء      | ٪      |
| ---------------------- | ---------------------- | --------- | ------ |
| موافق                  | موافق                  | ۲٬۶۶۱٬۲۵۰ | ۹۳٫۸۲  |
| مخالف                  | مخالف                  | ۱۷۵٬۲۴۶   | ۶٫۱۸   |
| کل                     | کل                     | ۲٬۸۳۶٬۴۹۶ | ۱۰۰٫۰۰ |
|                        |                        |           |        |
| آراء معتبر             | آراء معتبر             | ۲٬۸۳۶٬۴۹۶ | ۹۹٫۲۶  |
| آراء نامعتبر/سفید      | آراء نامعتبر/سفید      | ۲۱٬۱۸۹    | ۰٫۷۴   |
| کل آراء                | کل آراء                | ۲٬۸۵۷٬۶۸۵ | ۱۰۰٫۰۰ |
| رأی‌دهندگان ثبت‌نام کرده | رأی‌دهندگان ثبت‌نام کرده | ۲٬۹۶۵٬۰۰۰ | ۹۶٫۳۸  |
| منبع: Direct Democracy |                        |           |        |

### زمینه
در ژانویه ۲۰۰۳، مجلس علیای مجلس اولی جمهوری تاجیکستان - شورای ملی (مجلسی ملی) پیشنهاد اصلاح قانون اساسی فعلی جمهوری تاجیکستان را داد که در همه‌پرسی مردمی در ۶ نوامبر ۱۹۹۴ در طول دوره ریاست جمهوری در اوج جنگ داخلی ۱۹۹۲–۱۹۹۷ به تصویب رسید. مناظره بین اعضای پارلمان و دولت تاجیکستان در ۲۴ فوریه ۲۰۰۳ آغاز شد و در ۱۹ مارس ۲۰۰۳ هر دو اتاق پارلمان تاجیکستان تصمیم گرفتند موضوعات مربوط به اصلاح قانون اساسی جمهوری را مطابق با قانون اساسی به همه‌پرسی ارائه کنند؛ زیرا طبق قانون اساسی فعلی جمهوری تاجیکستان، هرگونه تغییر در قانون اساسی تنها پس از تصویب تغییرات پیشنهادی توسط شهروندان جمهوری تاجیکستان در جریان همه‌پرسی قانون اساسی انجام می‌شود. مخالفان از جمله حزب رنسانس اسلامی تاجیکستان، حزب دمکرات تاجیکستان و حزب سوسیال دمکرات تاجیکستان با اصلاح قانون اساسی مخالف بودند، زیرا به نظر آنها تمدید دوره ریاست جمهوری به ۷ سال، امکان اصلاح قانون اساسی وجود دارد. انتخاب شدن برای دو دوره و تغییر دوره قبلی امامعلی رحمان حرکت بزرگی برای مقتدر کردن تاجیکستان است و در آینده فرصت‌های نامحدودی را برای امامعلی رحمان ایجاد می‌کند و تاجیکستان را به دیکتاتوری تبدیل می‌کند. در این دوره، تاجیکستان با مشکلات شدید اجتماعی-اقتصادی، بیکاری انبوه مواجه شد و تلاش کرد تا اقتصاد و شهرت جنگ داخلی (۱۹۹۲–۱۹۹۷) را احیا کند. همچنین در این دوره روابط با همسایه ازبکستان به دلایلی در سطح «جنگ سرد» قرار داشت.

## پیشنهاد همه‌پرسی
اصلاحیه اصلی پیشنهادی در قانون اساسی جمهوری تاجیکستان، محدود کردن دوره ریاست جمهوری تاجیکستان به هفت سال و حداکثر دو دوره متوالی، اما در عین حال دوره قبلی رئیس‌جمهور دوره فعلی بود. امامعلی رحمان رئیس دولت نادیده گرفته و «صفر» شد و فرضاً با رعایت صادقانه این قانون و برگزاری انتخابات ریاست جمهوری بعدی و پیروزی‌های فرضی امامعلی رحمان اف در انتخابات ریاست جمهوری سال‌های ۲۰۰۶ و ۲۰۱۳، می‌توانست در این کشور تا سال ۲۰۲۰ در سمت ریاست جمهوری، در قدرت باقی بماند. . برای این منظور خواستار حذف ماده مربوطه از قانون اساسی شد که دوره ریاست جمهوری را تنها به یک دوره محدود می‌کرد. این همه‌پرسی همچنین شامل ارائه خدمات بهداشتی عمومی رایگان، تمدید دوره مسئولیت قضات از ۵ به ۱۰ سال، تغییر در مواد مربوطه در مورد تضمین کامل حقوق و آزادی‌های انسان و شهروند توسط دولت و سایر تغییرات جزئی و اضافات در مجموع ۵۶ اصلاحیه و الحاق به فصول و مواد قانون اساسی جمهوری تاجیکستان پیشنهاد شد که تنها با یک سؤال در برگه رأی تنظیم شد.

## روند رأی‌گیری
آرای همه‌پرسی به سه زبان: به زبان دولتی و رسمی جمهوری تاجیکستان - به زبان تاجیکی، به زبانی که قانون اساسی جمهوری تاجیکستان به عنوان زبان ارتباط بین ملت‌ها به رسمیت شناخته است، به زبان روسی و همچنین همان‌طور که در زبان رایج در شمال و غرب کشور - در ازبکی تهیه شده است. بر اساس آمار رسمی مرکز کمیسیون مرکزی انتخابات و همه‌پرسی کشور، میزان مشارکت در انتخابات ۹۶٫۳۹ درصد بوده است. (یعنی ۲ میلیون و ۸۵۷ هزار و ۶۸۵ نفر از ۲ میلیون و ۹۶۵ هزار شهروند رأی دادند). شعبه‌های رای‌گیری در برخی سفارتخانه‌ها و کنسولگری‌های خارجی در خارج از کشور باز شد و شهروندان تاجیکستان مقیم روسیه و ازبکستان بیشترین رای را در خارج از کشور داشتند. در همان روز همه‌پرسی معتبر اعلام شد.